# Шлякотин, Алексей Игоревич
Алексей Игоревич Шлякотин (укр. Олексій Ігорович Шлякотін; 2 сентября 1989, Киев, Украинская ССР, СССР) — украинский футболист, вратарь клуба «Гонконг Рейнджерс».

## Биография
Воспитанник киевских «Динамо» и «Отрадного», где тренерами были Александр Лысенко, Олег Хвоя и Вячеслав Богоделов. В 2005 году участвовал в турнире посвященному 62-й годовщине освобождения Харькова от немецко-фашистских захватчиков и 14-й годовщине независимости Украины в Харькове и был признан лучшим вратарём турнира. Шлякотин в школе «Динамо» конкурировал с Артёмом Кичаком и Константином Махновским. В 2006 году попал в «Динамо-3», а затем и в «Динамо-2». Шлякотин так и не сыграл в составе обеих команд, уступив место в основе Денису Бойко и Роману Загладько.
Летом 2008 года перешёл в «Чарни» из города Жагань, который выступал во Второй лиге Польши. В составе польского клуба провёл полгода и сыграл в восьми играх чемпионата. Зимой 2009 года присоединился к одесскому «Черноморцу», где выступал за дубль в молодёжном первенстве. В сезоне 2009/10 одесситы завоевали бронзовые награды молодёжного чемпионата. В июне 2010 года клуб не стал продлевать с ним контракт и он покинул «Черноморец» в качестве свободного агента.
Летом 2010 года заключил соглашение с «Заглембе» из Сосновеца, где являлся основным вратарём на протяжении полугода во Второй лиге. Его игра за «Заглембе» привлекла внимание словацкой «Жилины» и клуба из чемпионата Чехии. Шлякотин побывал на просмотре в обеих командах. Зимой 2012 года в перешёл в клуб чемпионата Польши — «Корону» по приглашению главного тренера Лешека Ойжинского. Вначале выступал в молодёжном чемпионате. 26 августа 2012 года дебютировал в чемпионате Польши в матче против «Шлёнска». Вратарь Збигнев Малковский получил красную карточку и на 27 минуте Шлякотин вышел вместо нападающего Лукаша Ямроза и занял место в воротах. По ходу игры дубль в ворота Алексея оформил Матеуш Цетнарский и «Корона» уступила (0:2). В «Короне» играл вместе с украинцами Сергем Пилипчуком и Кирилом Петровым. В концовке первой части сезона 2012/13 вытеснил из состава Збигнева Малковского, однако на зимних сборах получил травму мениска и пропустил вторую часть чемпионата. В следующем сезоне Шлякотин не пользовался доверием нового главного тренера Пачеты. В конце сезона испанский тренер дал шанс Алексею, однако в трёх играх он пропустил пять голов. После этого, он покинул команду. В январе 2015 года в составе сборной свободных агентов играл на Мемориале Макарова. В это время у него было предложение от запорожского «Металлурга», но в итоге переход не состоялся.
В июле 2015 года подписал двухлетний контракт с португальской «Униан Мадейра». За «Униан Мадейру» он так и не сыграл из-за проблем с разрешением на работу. В ноябре 2016 года стал игроком гонконгского клуба «Гонконг Саплин». В команде он стал четвёртым вратарём игравшим за сезон. Летом 2017 года перешёл в «Гонконг Рейнджерс».